# Targhe d'immatricolazione della Romania
Le targhe d'immatricolazione della Romania vengono utilizzate per identificare i veicoli immatricolati nel paese dell'Europa centro-orientale. Emanate ai sensi dell'articolo 19 dell'ordinanza governativa di emergenza n. 195 del 12 dicembre 2002 relativo al traffico sulle strade pubbliche.

## Caratteristiche

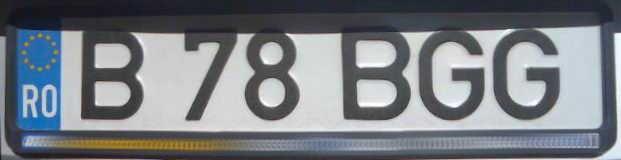
Targa romena con formato utilizzato da maggio 2007

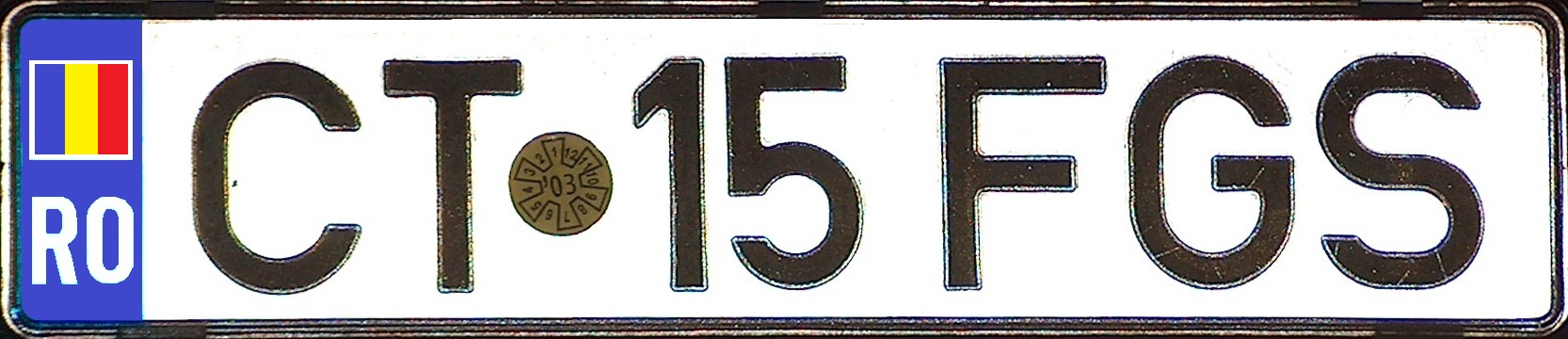
Esempio di formato 1992–2007

Le targhe ordinarie hanno caratteri neri su fondo bianco riflettente. 
Da maggio 2007 è presente a sinistra la banda blu con le dodici stelle, gialle e disposte in cerchio, dell'Unione europea e la sigla internazionale RO di colore bianco. La fascia blu è seguita da due lettere (una sola nel caso di Bucarest) che identificano l'area d'immatricolazione e da una serie, consistente in due cifre e tre lettere, compresa fra 01AAA e 99ZZZ. Dal momento che il numero totale di combinazioni per la capitale si sarebbe esaurito entro la fine del 2010, una situazione creata dal parco veicoli molto più grande rispetto agli altri circondari, da gennaio dell'anno suddetto si è espansa a tre cifre e tre lettere (cioè da 001AAA a 999ZZZ) la serie alfanumerica di  Bucarest, portando il numero delle combinazioni complessive a 61.208.750. 
Non viene utilizzata la "Q"; non si usano neppure la "I" e la O" come prima lettera dopo le cifre (fino al 1999 non erano ammesse in nessuna posizione). 
Sulla targa posteriore o anteriore, tra la sigla distrettuale e la numerazione, è incollato un bollino rotondo indicante il mese e l'anno di validità del controllo tecnico del veicolo; il colore varia a seconda dall'anno.
Da maggio 1992 al 30 aprile 2007, prima dell'ingresso del Paese nell'UE, al posto delle dodici stelle, all'interno della banda blu era impressa in alto a sinistra la bandiera nazionale.

### Dimensioni e font

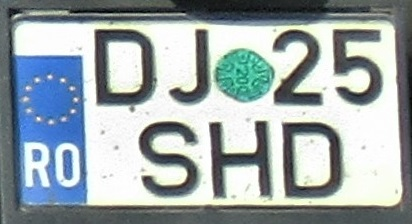
Formato per motocicli

Vengono emessi tre formati standard.
- 520 × 110 mm: è il più utilizzato ed è obbligatorio per le targhe anteriori di ogni categoria di autoveicolo;
- 340 × 200 mm: è usato da alcuni autoveicoli (es.: SUV) con il vano targa posteriore (e occasionalmente anche quello anteriore) di lunghezza ridotta;
- 240 × 130 mm: è riservato ai motoveicoli.

Il font adottato è il DIN 1451, anche nelle lettere "RO" della sigla internazionale presente nella banda blu UE.

## Varianti del formato standard

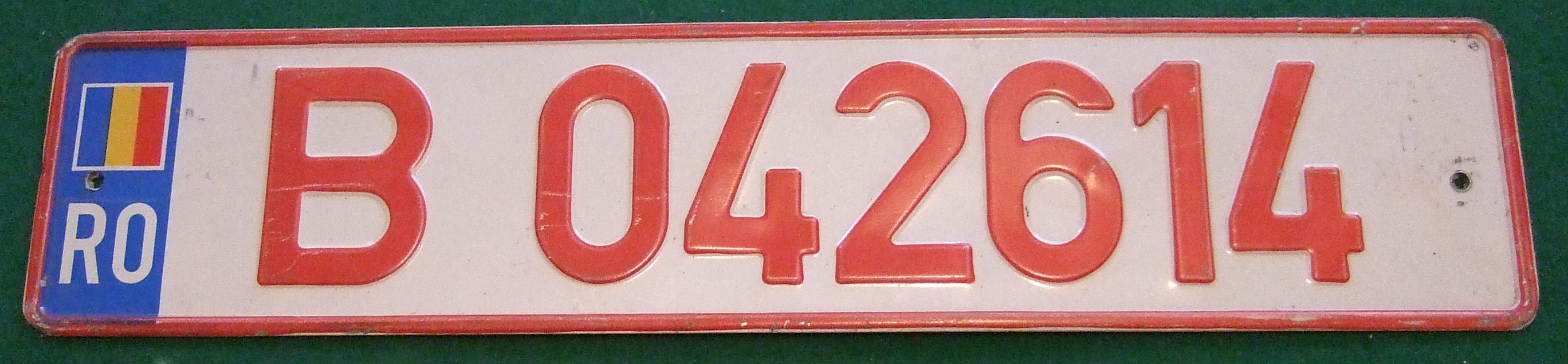
Targa provvisoria per periodi brevi

- Le targhe provvisorie per concessionari e proprietari di autofficine o garage hanno i caratteri di colore rosso e sono composte dalla sigla del distretto e da un numero le cui cifre variano da tre a sei. Di norma la loro validità è di 30 giorni, tuttavia può essere prorogata fino a un massimo di 90 giorni.
Una variazione di questo formato è riservata ai veicoli in prova o da collaudare: in tali casi la sigla distrettuale è seguita da un numero di tre cifre e dalla scritta PROBE con le lettere di dimensioni ridotte.

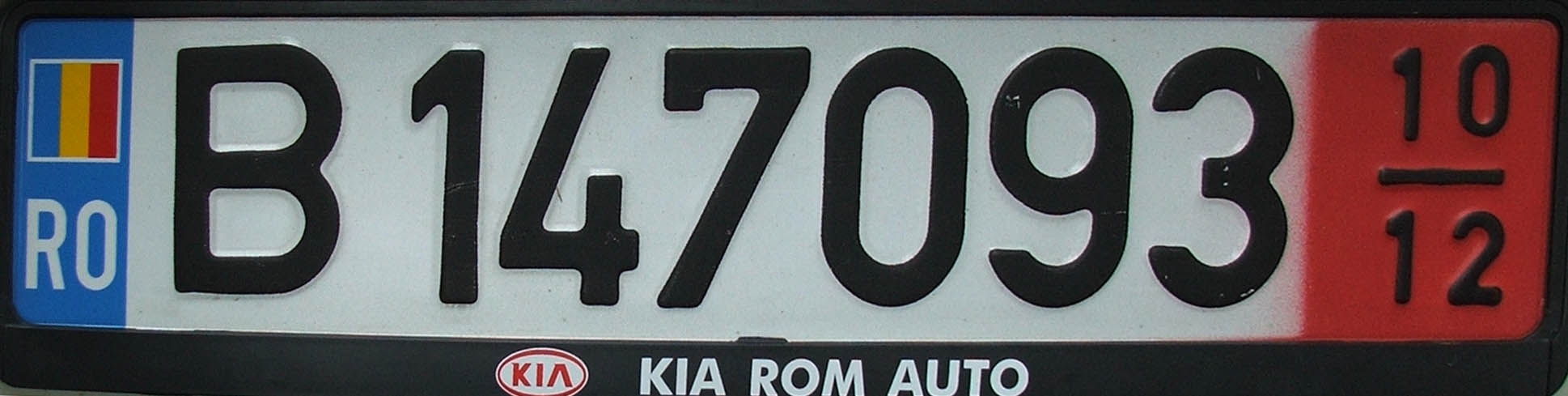
Targa temporanea per periodi superiori a 90 giorni

- Per i periodi più lunghi sono in circolazione targhe con la banda rossa verticale a destra, dove sono riportate in alto le ultime due cifre dell'anno e in basso, sotto una lineetta, il numero corrispondente al mese di scadenza della validità (ad es.: 4 = aprile, 12 = dicembre); il colore della lineetta e delle cifre è nero.

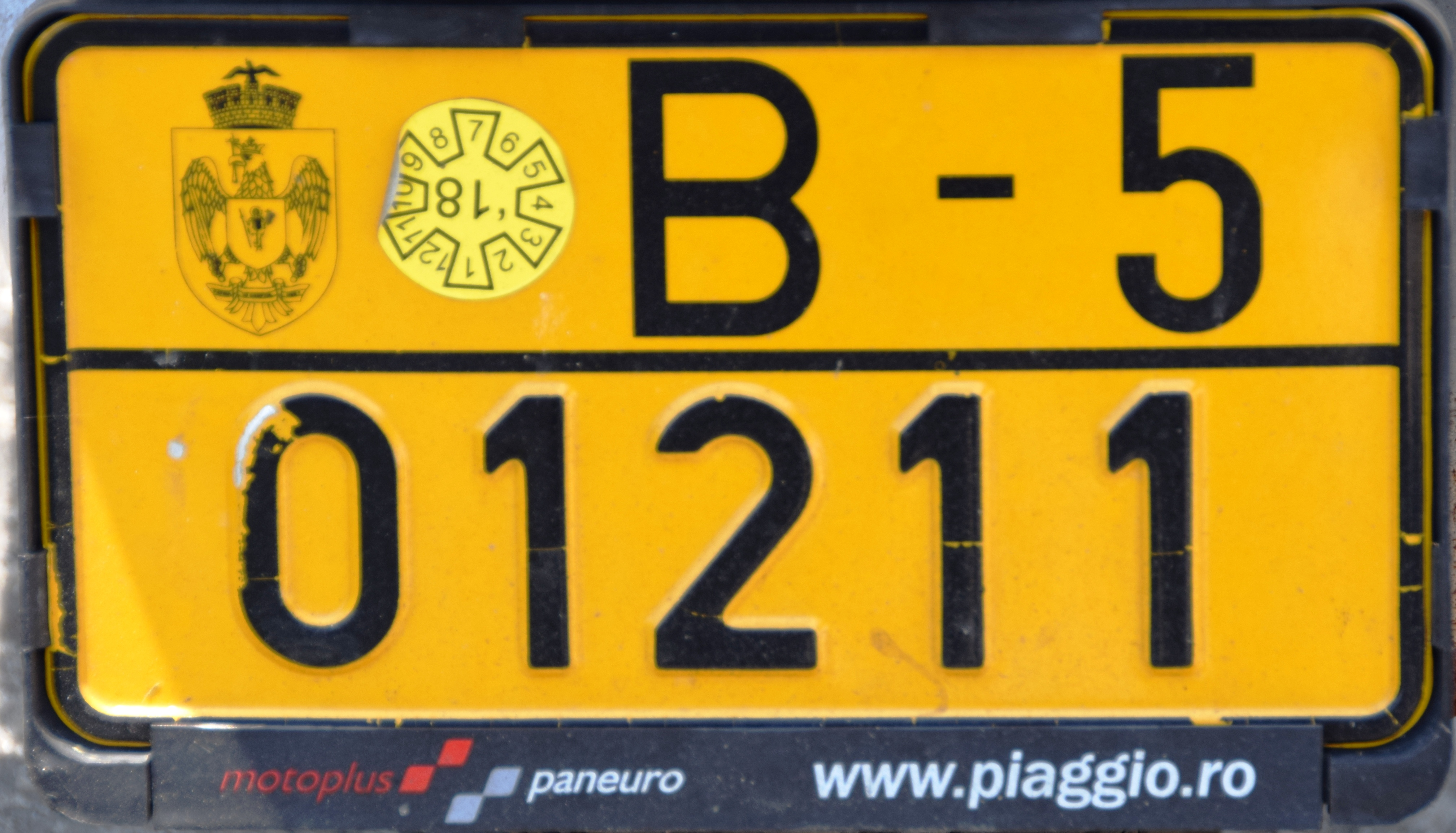
Targa di un ciclomotore di Bucarest

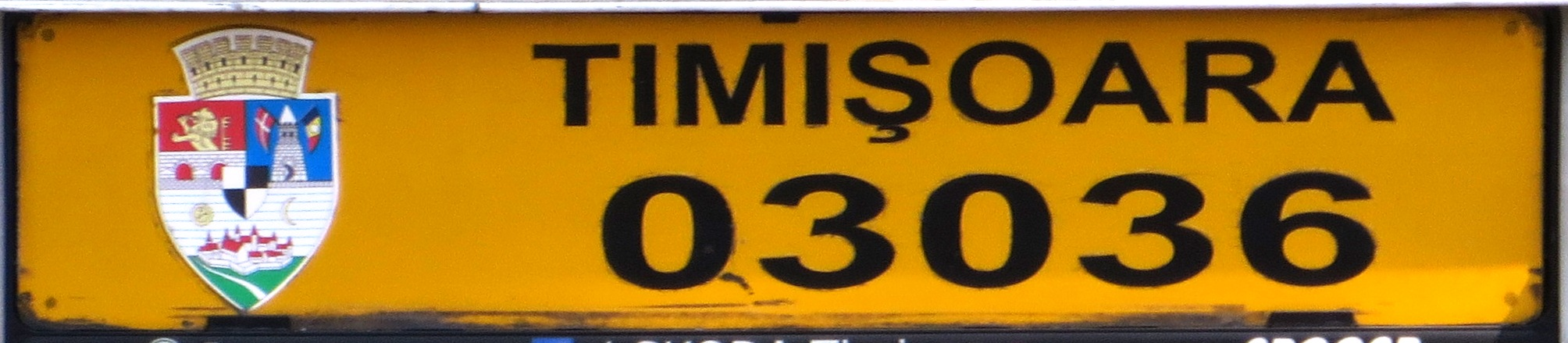
Formato emesso dal comune di Timişoara per veicoli speciali, agricoli o di pubblica utilità

- Le targhe municipali, con fondo giallo e parzialmente standardizzate, vengono emesse per l'immatricolazione di veicoli a due ruote fino a 50 cm³ o che non necessitano dell'autorizzazione nazionale, come i camion della nettezza urbana, le macchine per lavori pubblici, i veicoli sanitari (ambulanze) o di pubblica utilità, filobus, quad, golf cart, trattori, mietitrebbiatrici, trattorini tagliaerba e carri (per questi ultimi il formato è triangolare) trainati da cavalli. Questi veicoli non possono circolare al di fuori della giurisdizione dell'autorità locale che ha rilasciato la targa; in tali casi i proprietari sono tenuti ad apporvi targhe provvisorie. I ciclomotori hanno i caratteri distribuiti su due righe, spesso separate da una linea nera orizzontale: su quella superiore è scritto per esteso il nome del comune o municipio seguito o preceduto dalla sigla distrettuale (non sempre presente), su quella inferiore si trova un numero di cifre variabile da una a cinque. Nei soli scooter e ciclomotori immatricolati nel municipio autonomo di Bucarest, la sigla "B" in alto può comparire da sola o precedere un trattino e una cifra, mentre in basso è posizionato un numero di cinque cifre che inizia da 00001[2]. Le targhe degli altri tipi di veicoli sopra specificati, gialle con cifre e lettere nere (raramente bianche con scritte nere o rosse con caratteri gialli), hanno i caratteri disposti su una o due linee: nel primo caso la sigla del circondario o comune è seguita da un numero progressivo di cifre variabile da tre a cinque, nel secondo caso il nome della zona di immatricolazione è riportato per intero o abbreviato sulla riga superiore, le cifre occupano invece quella inferiore. Solo occasionalmente è visibile a sinistra la banda blu dell'UE; al suo posto è spesso impresso lo stemma della località.

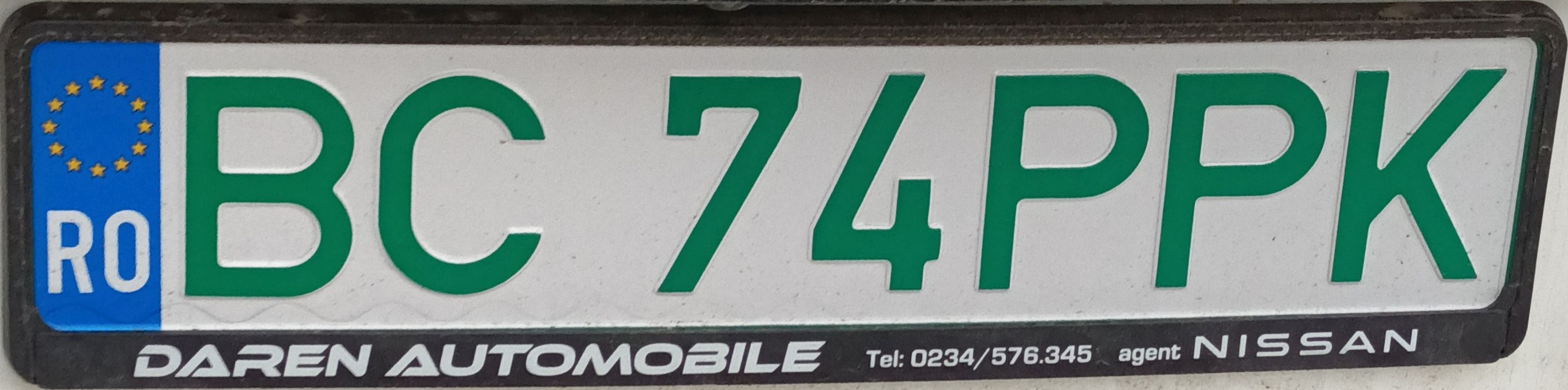
Esempio di formato a caratteri verdi introdotto a fine giugno 2022

- Il 27 giugno 2022 il Ministero degli affari interni ha annunciato di aver rilasciato la prima targa con caratteri verdi per il proprietario di un'auto a emissioni zero. L'idea è stata introdotta per aumentare la visibilità dei veicoli ecologici e incoraggiare sempre più utenti della strada motorizzati, con parcheggi gratuiti nonché riduzioni fiscali e tariffarie, ad acquistare tali veicoli. Secondo l'ordinanza 676/44/433/2022 del 24 marzo 2022, "l'assegnazione di targhe con caratteri verdi è consentita per le autovetture con zero emissioni di CO2, sulla base dei dati tecnici comunicati al registro automobilistico rumeno" (comma 1). "Sono considerati veicoli a zero emissioni di CO2 ai fini del presente decreto: a) quelli elettrici, b) quelli a celle a combustibile alimentate a idrogeno" (comma 2)[3].

### Targhe personalizzate

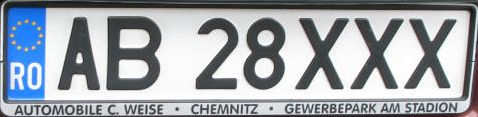
Targa personalizzata di un veicolo immatricolato nel distretto di Alba

Gli automobilisti romeni hanno la possibilità di scegliere una combinazione particolare degli ultimi tre caratteri alfabetici di cui è composta la targa del loro veicolo, in maniera da ottenere una parola che indichi un attributo scherzoso (BAD oppure RAU, REA che significano rispettivamente "cattivo", "cattiva"), il proprio nome o soprannome, oppure la marca della propria auto, ad esempio BMW, AUD ecc.

### Combinazioni vietate
- Combinazioni riservate ai veicoli ministeriali e governativi: DEP, GUV, JAN, JUS (prime lettere di Justiția, ossia "giustizia"), MAI, MAP (acronimo di Ministerul Apelor și Pădurilor, in italiano "Ministero delle acque e delle foreste"), MEN, POL, SNT e SRI
- Combinazioni escluse in seguito ai rifiuti di molti assegnatari o per le implicite allusioni offensive o sessuali: BOT (in romeno "museruola"), BOU ("bue"), BOY, CUR (parola romena triviale che sta per "fondoschiena"), COY ("pudico" in inglese), EGO ("io" in latino), GAI ("gay"), HOT ("bollente" o "piccante" in inglese), JAF ("rapina"), JEG ("sporcizia"), LOL (iniziali di Laugh Out Loud, cioè "risata a crepapelle"), PUL (= "sexy"), SEX, WCC (acronimo di World Council of Churchs), WHO (World Health Organization) e XXL (abbreviazione internazionale di extra extra large)[4]
- Combinazione esclusa per la possibilità di confondere la lettera "O" con la cifra "0": OOO

## Sigle, circondari e capoluoghi corrispondenti
Esistono 42 circondari (județe) in Romania, includendo il comune della capitale. L'elenco è conforme alla norma ISO 3166-2:RO.

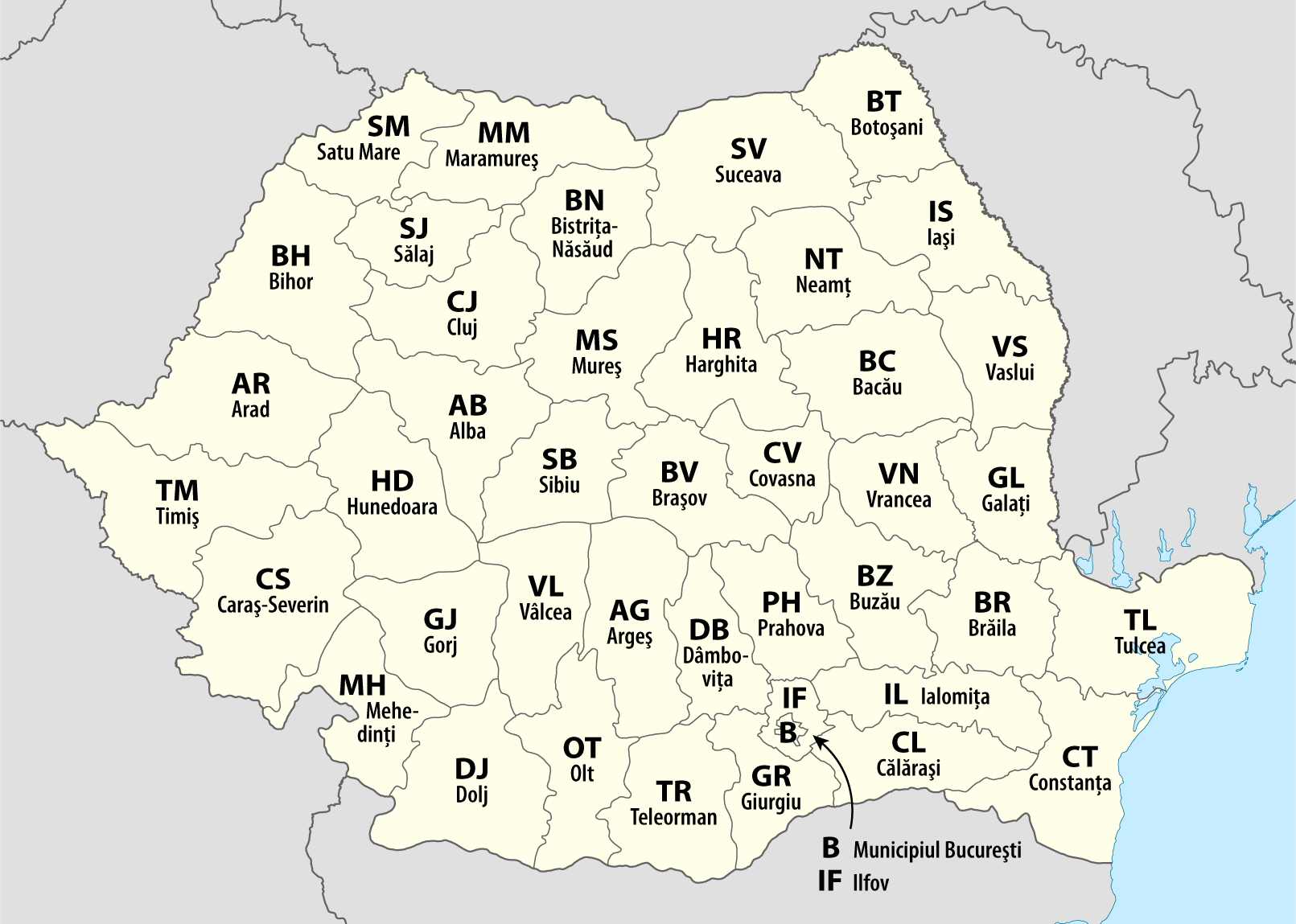
Circondari della Romania e relative sigle automobilistiche

| Sigla | Circondario / Comune | Capoluogo             | Sigla | Circondario / Comune | Capoluogo       |
| ----- | -------------------- | --------------------- | ----- | -------------------- | --------------- |
| AB    | Alba                 | Alba Iulia            | AG    | Argeș                | Pitești         |
| AR    | Arad                 | Arad                  | B     | Bucarest (București) |                 |
| BC    | Bacău                | Bacău                 | BH    | Bihor                | Oradea          |
| BN    | Bistrița-Năsăud      | Bistrița              | BR    | Brăila               | Brăila          |
| BT    | Botoșani             | Botoșani              | BV    | Brașov               | Brașov          |
| BZ    | Buzău                | Buzău                 | CJ    | Cluj                 | Cluj-Napoca     |
| CL    | Călărași             | Călărași              | CS    | Caraș-Severin        | Reșița          |
| CT    | Costanza (Constanța) | Costanza              | CV    | Covasna              | Sfântu Gheorghe |
| DB    | Dâmbovița            | Târgoviște            | DJ    | Dolj                 | Craiova         |
| GJ    | Gorj                 | Târgu Jiu             | GL    | Galați               | Galați          |
| GR    | Giurgiu              | Giurgiu               | HD    | Hunedoara            | Deva            |
| HR    | Harghita             | Miercurea Ciuc        | IF    | Ilfov                | Buftea          |
| IL    | Ialomița             | Slobozia              | IS    | Iași                 | Iași            |
| MH    | Mehedinți            | Drobeta-Turnu Severin | MM    | Maramureș            | Baia Mare       |
| MS    | Mureș                | Târgu Mureș           | NT    | Neamț                | Piatra Neamț    |
| OT    | Olt                  | Slatina               | PH    | Prahova              | Ploiești        |
| SB    | Sibiu                | Sibiu                 | SJ    | Sălaj                | Zalău           |
| SM    | Satu Mare            | Satu Mare             | SV    | Suceava              | Suceava         |
| TL    | Tulcea               | Tulcea                | TM    | Timiș                | Timișoara       |
| TR    | Teleorman            | Alexandria            | VL    | Vâlcea               | Râmnicu Vâlcea  |
| VN    | Vrancea              | Focșani               | VS    | Vaslui               | Vaslui          |

## Targhe diplomatiche, ministeriali e dei veicoli dei corpi d'armata

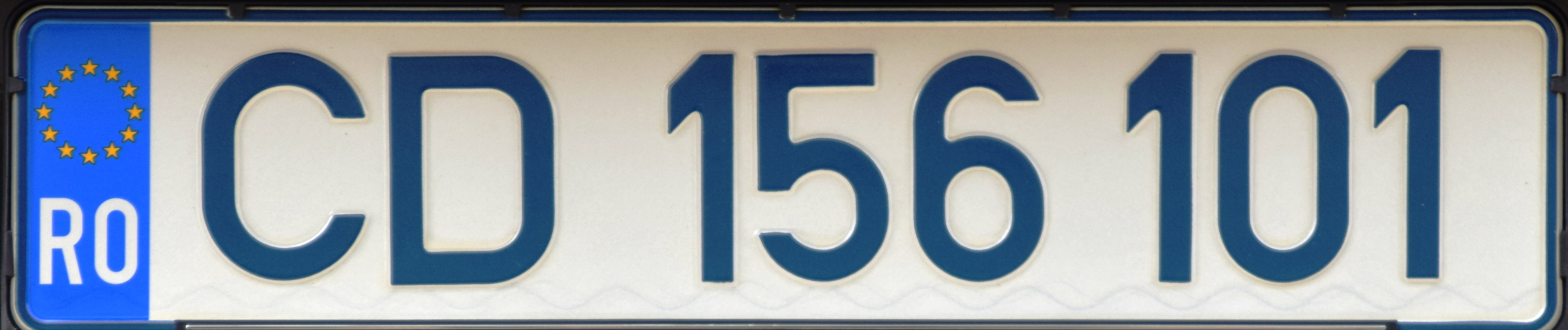
Targa apposta sulla vettura di un ambasciatore (numero 101) della Federazione Russa (numero 156)

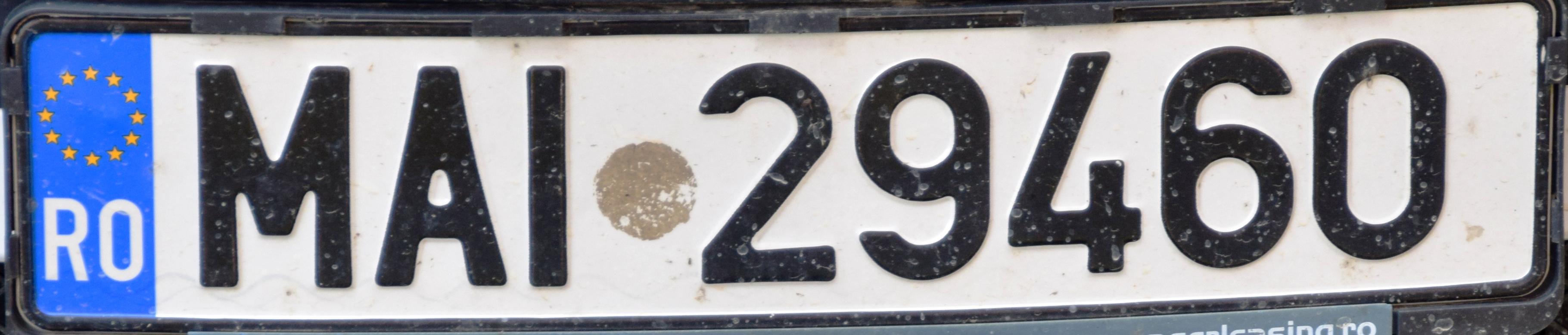
Targa di un veicolo del ministero dell'amministrazione e dell'interno

Nelle targhe diplomatiche (sigle "CD", "CO" e "TC") i caratteri sono blu. Il primo numero di tre cifre dopo la sigla identifica lo Stato della rappresentanza o l'organizzazione internazionale alla quale è intestato il veicolo; è anteposto a un secondo numero di tre cifre a partire da 101, riservato alle vetture di ambasciatori. 
La lettera "A" è seguita da un trattino (non sempre presente) e una numerazione a 3-4 cifre negli automezzi leggeri dell'Esercito, a 5-7 cifre in quelli pesanti. 
Dipendono dal Ministero dell'amministrazione e dell'interno (sigla "MAI") i veicoli in dotazione alla Polizia e alla Gendarmeria, le autovetture dei prefetti circondariali, i mezzi dell'IGSU e alcune ambulanze della SMURD. 
I codici speciali in uso sono i seguenti:
- A - Armata = Esercito
- ALA - Aviaţie = Aeronautica militare
- CD - Corpul Diplomatic = Corpo diplomatico
- CO - Corpul Consular = Corpo consolare
- FA - Forțele Armate = Forze armate
- MAI - Ministerul Administrației şi Internelor = Ministero dell'amministrazione e dell'interno
- TC - Transport Consular[8] = Personale tecnico-amministrativo senza status diplomatico accreditato presso un'ambasciata o un ufficio consolare

## Sistema utilizzato dal 1956 al 1992

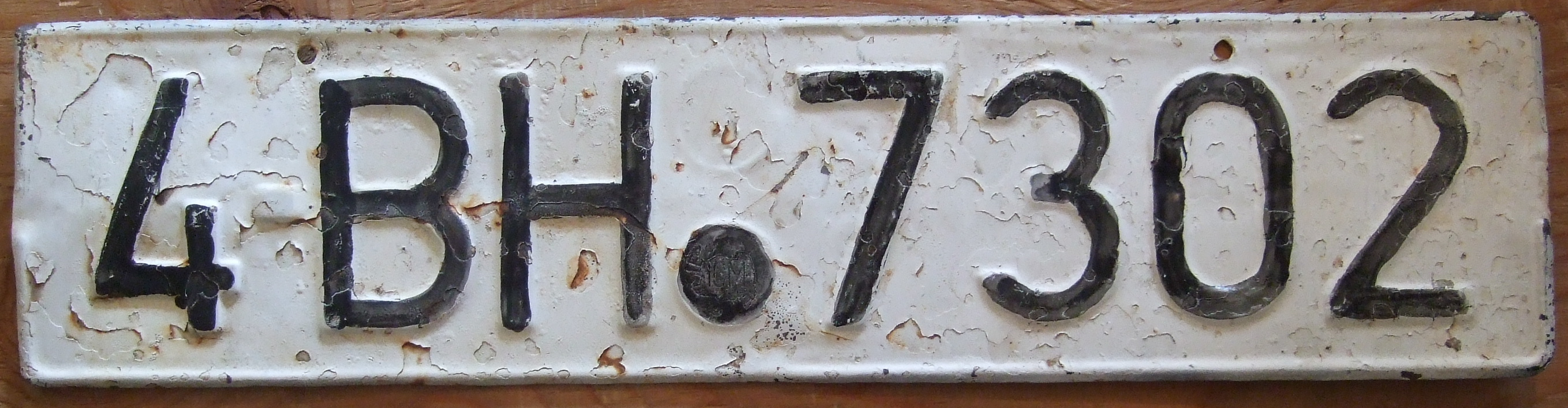
Targa di un'autovettura del circondario di Bihor del tipo cessato a maggio 1992

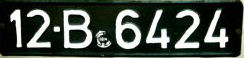
Formato terminato nel 1990 per veicoli la cui circolazione era consentita tutte le domeniche

Il sistema in vigore dal 1956 a maggio del 1992 prevedeva una targa standard con base bianca e scritte nere che permetteva la circolazione nei giorni feriali e a domeniche alterne. Il numero iniziale, di una o due cifre, rappresentava il tipo di veicolo ed era seguito dalla/e lettera/e dell'area di immatricolazione e non più di cinque cifre progressive. 
Fino al 1990 le vetture con targhe gialle e caratteri neri potevano circolare la domenica previo rilascio di un'apposita autorizzazione scritta; agli autoveicoli con targhe di colore nero e testo bianco la circolazione era consentita, oltre ai giorni feriali, tutte le domeniche senza limitazioni. 
Nelle targhe provvisorie il numero seriale iniziava con uno zero e i caratteri erano generalmente rossi su fondo bianco come nel formato attualmente in uso. 
Fino al 1981 la sigla automobilistica internazionale era R.
| Numero  | Tipo di veicolo |
| ------- | --- |
| 1 – 19  | autovetture, dal 1990 autoveicoli di qualunque tipo destinati al trasporto privato                                               |
| 20      | riserva per autovetture, codice mai utilizzato                                                                                   |
| 21 – 30 | veicoli adibiti al trasporto merci: autocarri, rimorchi, trattori stradali e, se modificati per trasportare merci, anche autobus |
| 31 – 40 | autobus, pullman e veicoli di pubblica utilità                                                                                   |
| 41 – 45 | trattori circolanti su strada |
| 46 – 50 | motocicli |

## Sigle emesse dal 1960 al 1968 e rispettive aree d'immatricolazione
| Sigla | Area d'immatricolazione                                              | Capoluogo   | Sigla | Area d'immatricolazione | Capoluogo            |
| ----- | -------------------------------------------------------------------- | ----------- | ----- | ----------------------- | -------------------- |
| AG    | Argeș                                                                | Pitești     | B     | Bucarest (București)    | -                    |
| BC    | Bacău                                                                | Bacău       | BT    | Banat                   | Timișoara            |
| BV    | Brașov                                                               | Brașov      | CJ    | Cluj                    | Cluj-Napoca          |
| CR    | Crișana                                                              | Oradea      | DB    | Dobrugia (Dobrogea)     | Costanza (Constanța) |
| DV    | Hunedoara                                                            | Deva        | GL    | Galați                  | Galați               |
| IS    | Iași                                                                 | Iași        | MR    | Maramureș               | Baia Mare            |
| MS    | Regiunea autonomă maghiară Mureș (Regione magiara autonoma di Mureș) | Târgu Mureș | OL    | Oltenia                 | Craiova              |
| PL    | Ploiești                                                             | Ploiești    | SV    | Suceava                 | Suceava              |